# Гейтсхед (футбольний клуб, 1899)
«Гейтсхед» (англ. Gateshead Association Football Club) — назва нині неіснуючого футбольного клубу, який базувався у місті Гейтсхед. Заснований 1899 року. Клуб провів більшу частину своєї історії виступаючи в футбольній лізі (1919 — 1960). У 1973 році «Гейтсхед» був розформований, після чого була створена футбольна команда «Гейтсхед Юнайтед».

## Стадіони
- Гартінгтон Террас
- Стангоуп Роад (–1908)
- Горслі  Гілл[2] (1908–1930)
- Ред’ю Парк (1930–1973)
- Гейтсхед Йоф Стедіум (1973)

## Досягнення
- Північна східна ліга (North Eastern League)
  - Чемпіон: 1913/14, 1914/15
  - Володар кубка ліги: 1960/61
- Північна регіональна ліга (North Regional League)
  - Чемпіон: 1963/64
- Комбінація Тайнсайда (Tyneside Combination)
  - Чемпіон: 1915/16
- Ліга Тайнсайда (Tyneside League)
  - Чемпіон: 1905/06, 1906/07
- Ліга Шілдс та околиць (Shields & District League)
  - Чемпіон: 1904/05
- Перехідний кубок Дарема (Durham Challenge Cup)
  - Володар: 1910/11, 1913/14
- Чорний кубок (Black Cup)
  - Володар: 1912/13, 1913/14[1]
- Кубок госпіталя Інгема (Ingham Infirmary Cup)
  - Володар: 1913/14[1]